# Lautersee
Der Lautersee ist ein kleiner Bergsee westlich von Mittenwald in Oberbayern.

## Lage
Der rund 12 Hektar große und bis zu 19 Meter tiefe See liegt auf 1013 m ü. NHN südlich des Hohen Kranzbergs. Der See wird über kleine Bergbäche gespeist, der Ablauf fließt als Lainbach durch das Laintal nach Mittenwald.
Am Ufer gibt es ein Hotel, eine kleine Badeanstalt und einen Verleih von Ruderbooten und Tretbooten sowie eine Kapelle. Süd- und Ostufer sind als Badebereich nutzbar. Am See leben Haubentaucher.
Erreichbar ist der See von Mittenwald über das Laintal. Seit Mitte der 1990er Jahre verkehrt eine Buslinie von Mittenwald aus. Rund 1,5 km westlich vom Lautersee in Richtung Schloss Elmau liegt der Ferchensee.
Der See gehörte früher der Brauerei Mittenwald, die dort bis 1935 im Winter Eis zur Bierkühlung erntete. Dazu wurde das Eis mit Sägen in Stangen geschnitten und mit Schlitten nach Mittenwald transportiert.

## Lauterseekapelle „Maria Königin“
Die Lauterseekapelle „Maria Königin“ wurde 1993/94 vom Gebirgstrachtenverein Mittenwald erbaut. Sie wurde am 28. Mai 1995 feierlich eingeweiht. Die Planung und künstlerische Gestaltung der Kapelle übernahm der Bildhauermeister Stephan Pfeffer. Das Decken- und Vorraumfresco schuf – und stiftete – sein Vater Sebastian Pfeffer.

## Georgiritt
Alljährlich findet der Georgiritt von Mittenwald zum Lautersee und der Lauterseekapelle „Maria Königin“ immer am letzten Sonntag im April statt. Start ist im Ried in Mittenwald mit Zug durch den Ort zum Lautersee und der Lauterseekapelle. Dort werden die Pferde gesegnet und an der Kapelle wird eine Eucharistiefeier gefeiert.

## Galerie

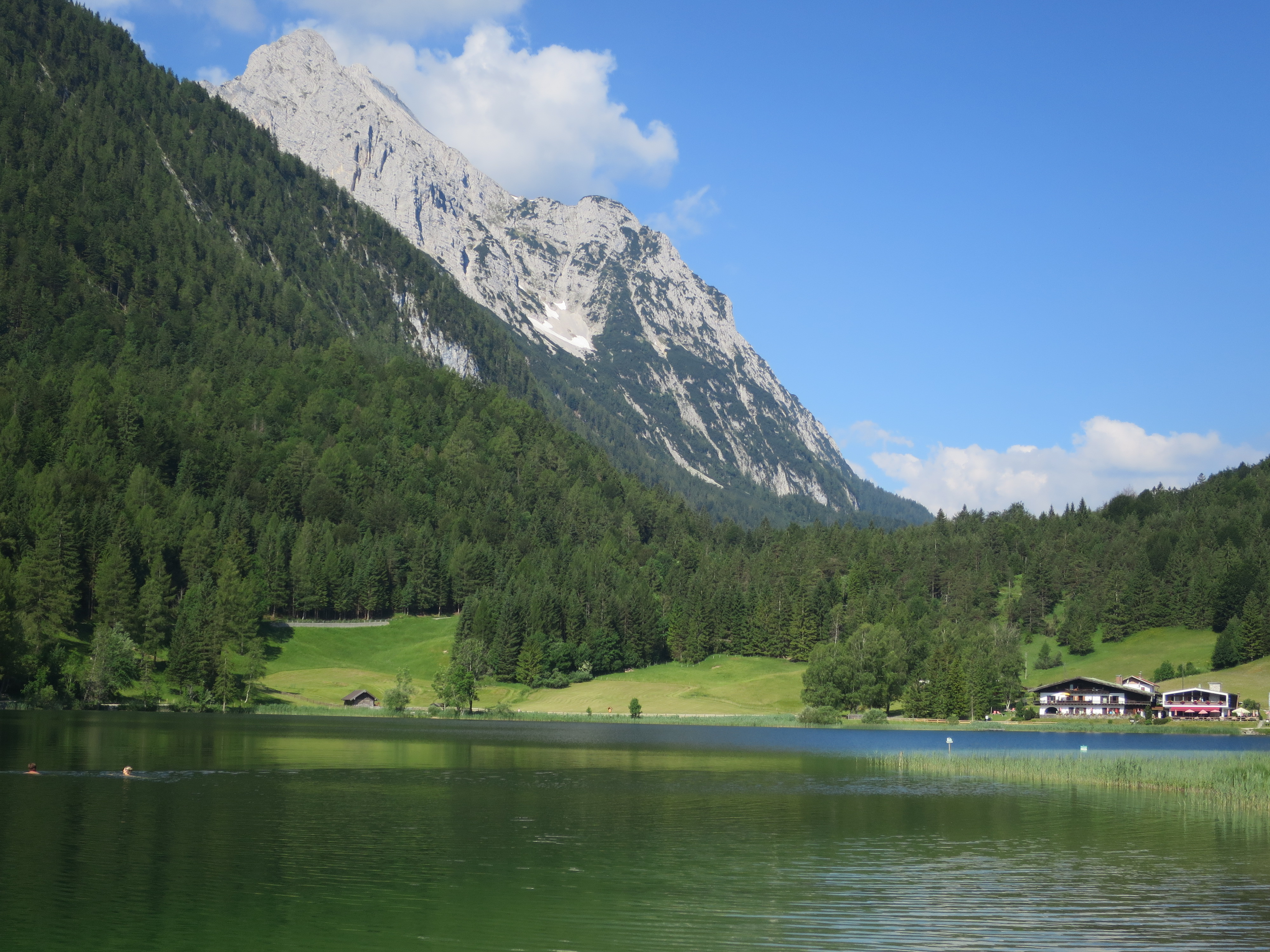
Blick nach Süd-Westen – Lautersee mit Wettersteinwand
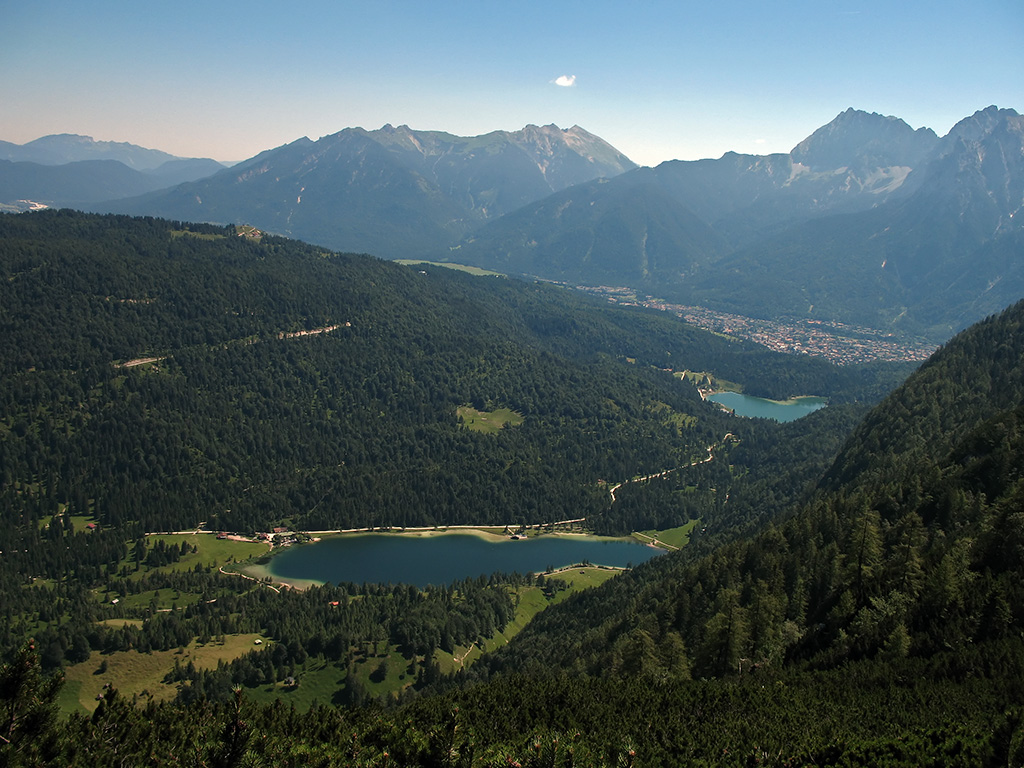
Blick nach Nord-Osten – im Vordergrund Ferchensee, dahinter Lautersee, dahinter Mittenwald und Karwendelgebirge
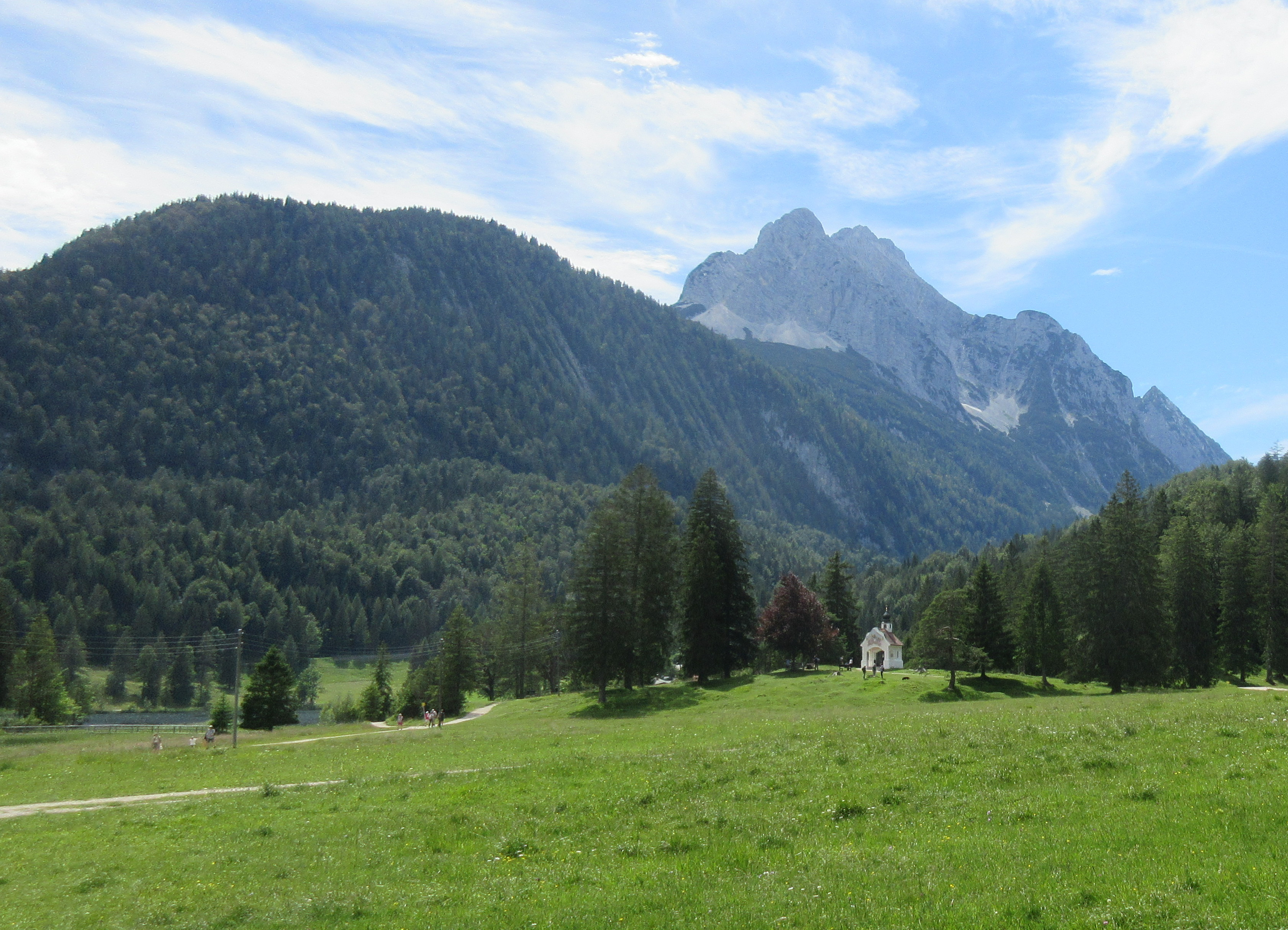
Lautersee (links) mit Kapelle Maria Königin und dem Wettersteingebirge im Hintergrund
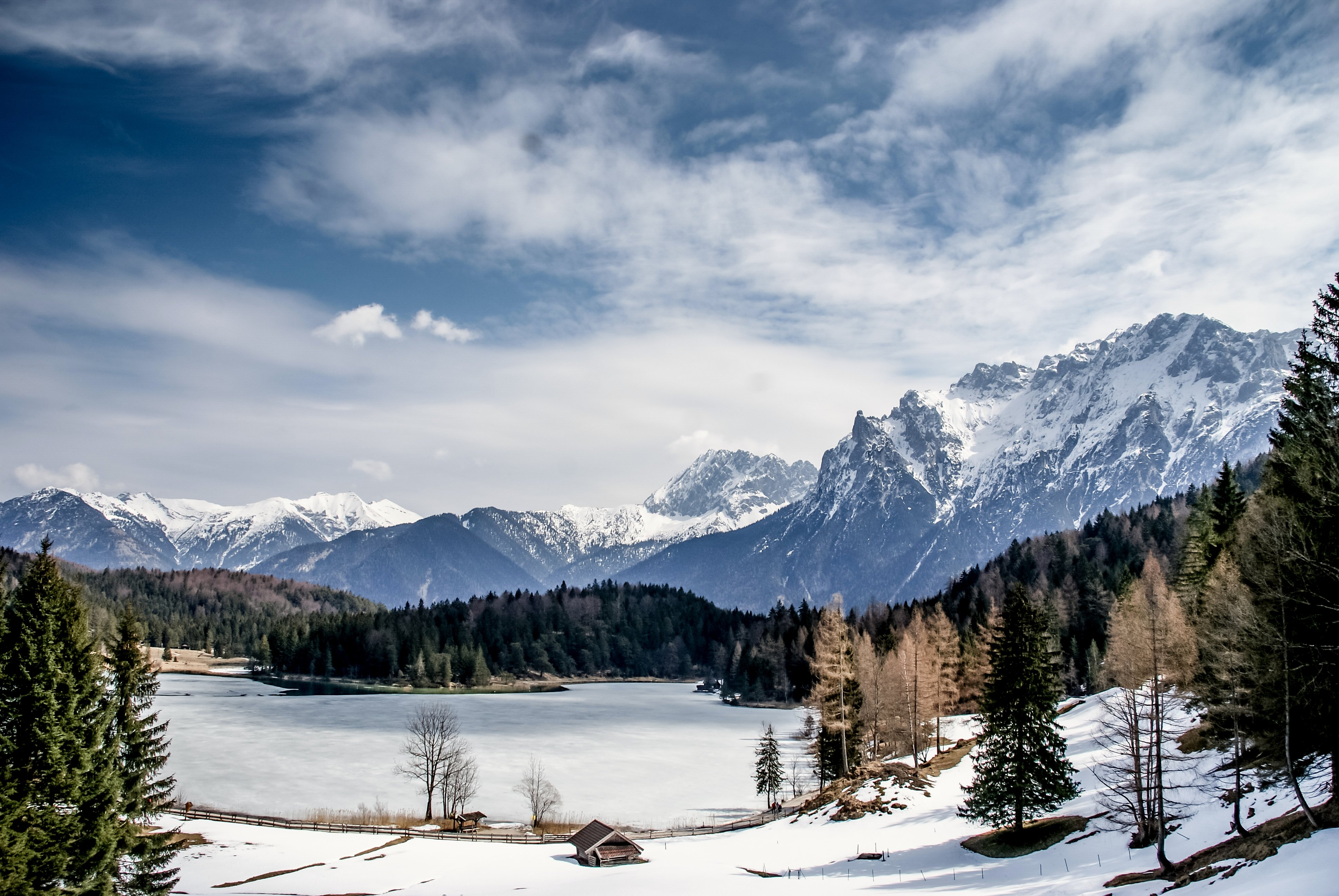
Lautersee im Winter mit Karwendel (links) und Soierngruppe
Eisernte am Lautersee um 1912
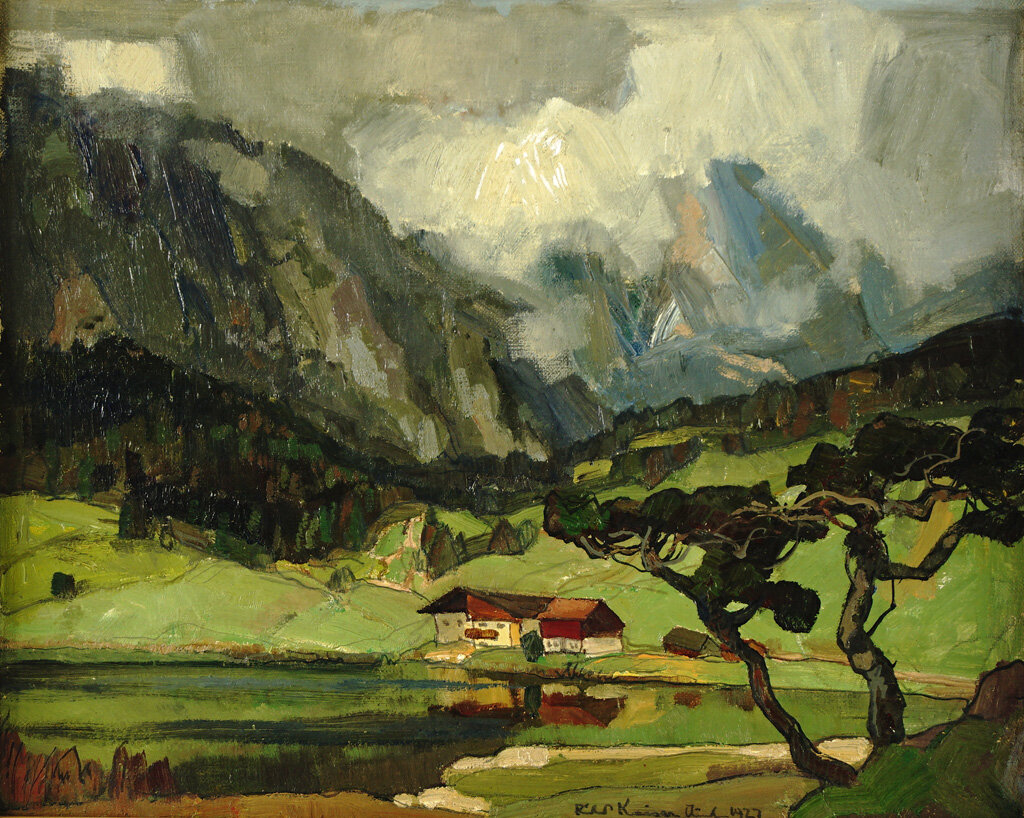
Gemälde von Richard Kaiser, Spätsommer am Lautersee, 1927